# Młyn (obwód lwowski)
Młyn (ukr. Млин) – wieś na Ukrainie w rejonie samborskim obwodu lwowskiego.